# Break O'Day Council
Break O'Day Council is een Local Government Area (LGA) in Australië in de staat Tasmanië. Break O'Day Council telt 6234 inwoners. De hoofdplaats is St Helens.